# Tehuilango
Tehuilango är en ort i Mexiko.   Den ligger i kommunen Zongolica och delstaten Veracruz, i den sydöstra delen av landet, 250 km öster om huvudstaden Mexico City. Tehuilango ligger 721 meter över havet och antalet invånare är 155.
Terrängen runt Tehuilango är bergig västerut, men österut är den kuperad. Terrängen runt Tehuilango sluttar österut. Runt Tehuilango är det ganska tätbefolkat, med 222 invånare per kvadratkilometer. Närmaste större samhälle är Zongolica, 16,5 km nordväst om Tehuilango. I omgivningarna runt Tehuilango växer i huvudsak städsegrön lövskog.